# Martin Seiler (Manager)

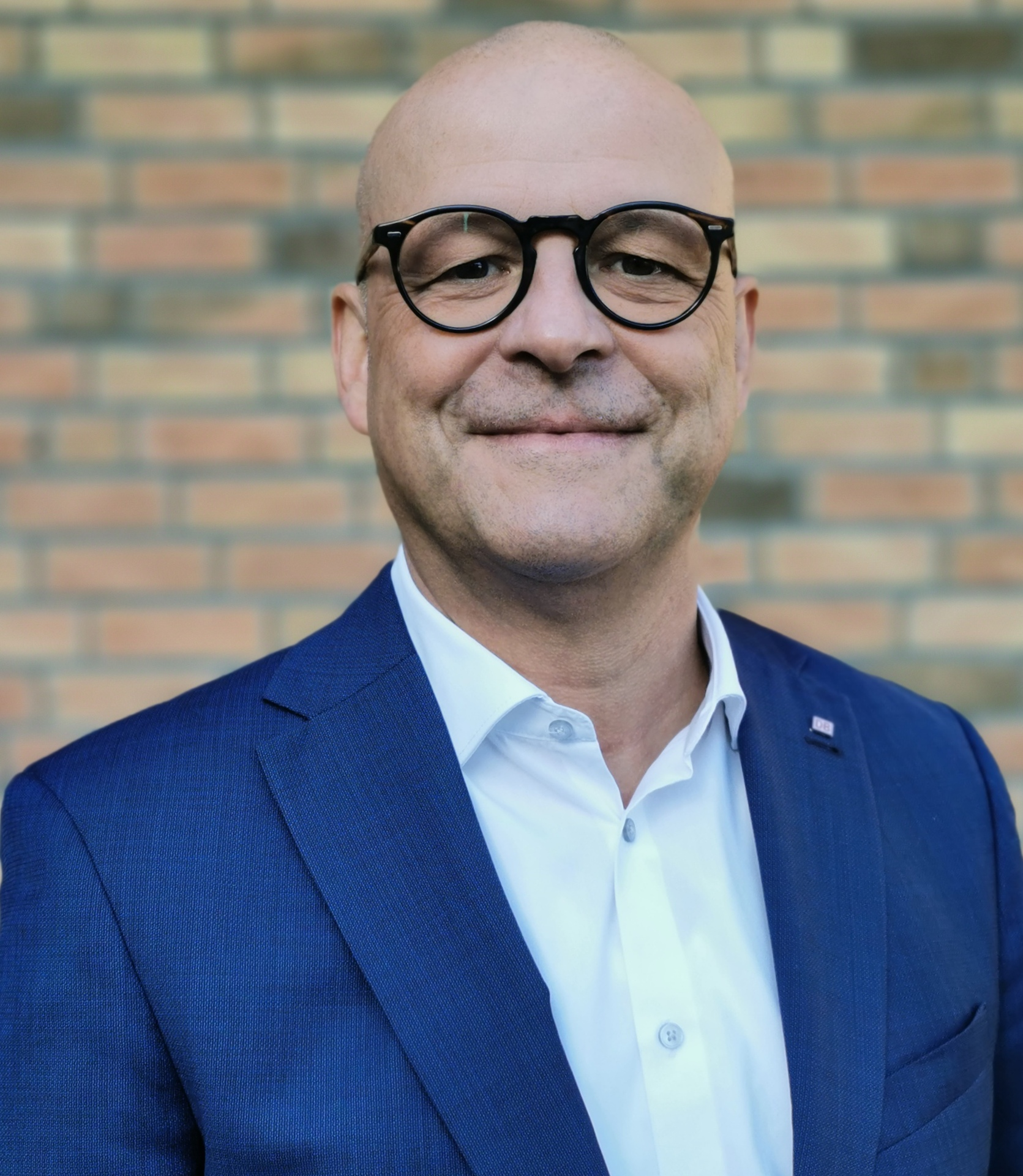
Martin Seiler (2022)

Martin Seiler (* 1964 in Baden-Baden) ist ein deutscher Manager. Seit Januar 2018 ist er Vorstand Personal und Recht der Deutschen Bahn AG.

## Leben
Seine berufliche Laufbahn begann 1980 mit einer Ausbildung bei der Deutschen Bundespost in Baden-Baden. Nach über 15 Jahren in Betriebsrat und Deutscher Postgewerkschaft bzw. ver.di wechselte Seiler Anfang 2003 ins Management der Deutschen Post AG in Bonn.

### Deutsche Telekom
Seit 2010 war er „HR Direktor“ bei der Deutschen Telekom, ab Juni 2015 Geschäftsführer Personal und Arbeitsdirektor des Unternehmens und damit für 70.000 Mitarbeiter verantwortlich.

### Deutsche Bahn
Am 10. November 2017 wurde er mit Wirkung zum 1. Januar 2018 zum Personalvorstand der Deutschen Bahn bestellt. Er löste Ulrich Weber ab. Als Vorstand Personal & Recht ist er für rund 320.000 Mitarbeiterinnen und Mitarbeiter weltweit verantwortlich, davon knapp 200.000 in Deutschland.
Mit Blick auf die Transformation der Arbeitswelt schloss Seiler im Frühjahr 2018 mit dem Bahn-Betriebsrat einen „Digitalpakt“. Im Jahr 2018 stellte die Bahn zudem 20.000 neue Mitarbeiter ein, im Jahr 2019 wurden 24.000 neue Mitarbeiter eingestellt, das waren etwa 5000 mehr als ursprünglich geplant.
Am 19. Februar 2020 verlängerte der Aufsichtsrat der Deutschen Bahn Seilers bis Ende 2020 laufenden Vertrag bis Ende 2025.